# Sifra en Pua

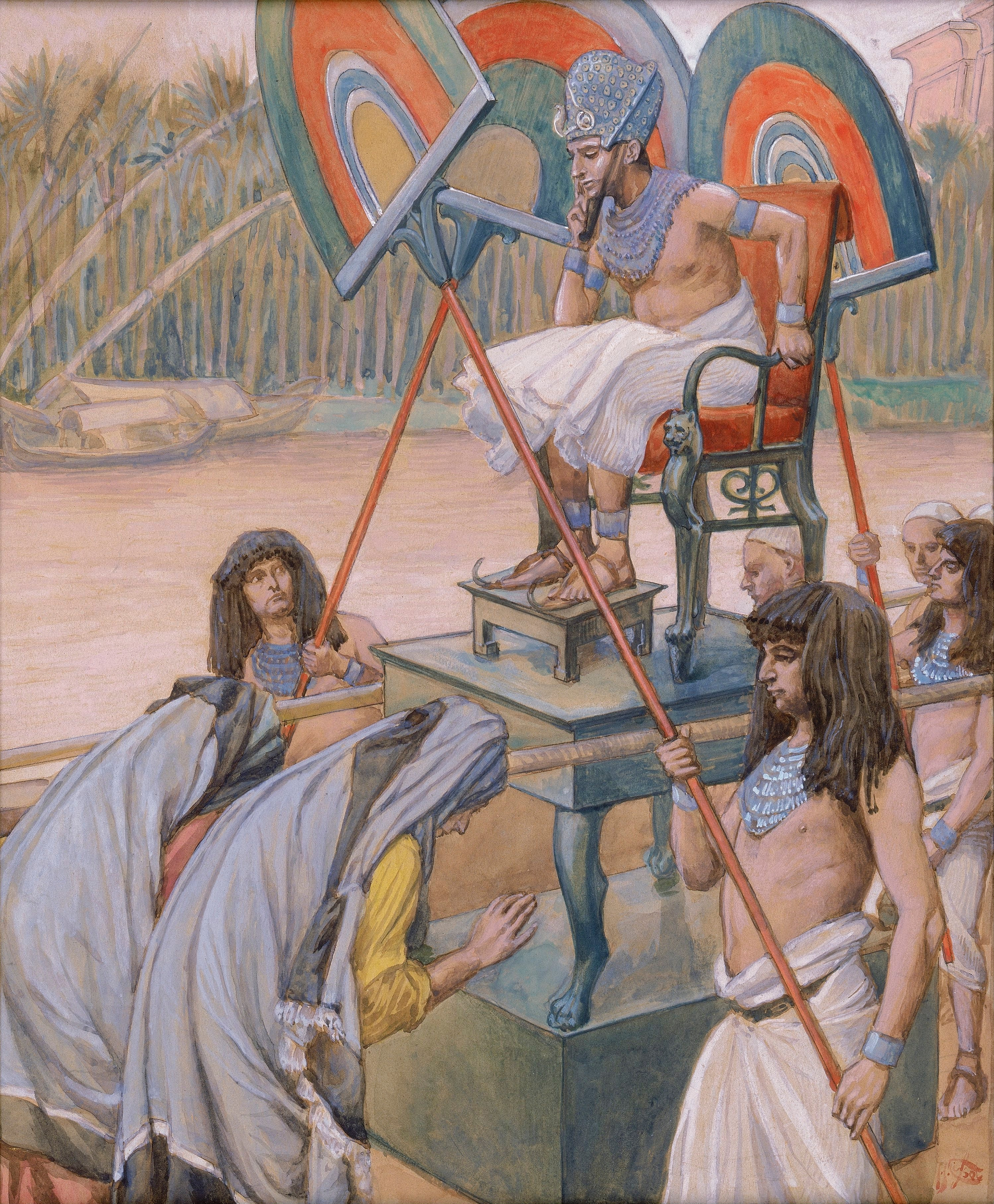
Farao en de vroedvrouwen, James Tissot c. 1900

Sifra (Hebreeuws: שִׁפְרָה, Šīp̄ərā, mogelijk van het Egyptische Šp-ra, "mooi", "schoonheid") en Pua (Hebreeuws: פּוּעָה, Pūʿā, waarschijnlijk een Kanaänitische naam die "deerntje", "klein meisje" betekent) zijn twee Hebreeuwse vroedvrouwen die genoemd worden in Exodus 1:15-22 van de Hebreeuwse Bijbel.

## Verhaal
In de tijd van Jozef als onderkoning van Egypte zijn Jakob en zijn zonen in Gosen, een Egyptische provincie, gaan wonen. Daar hebben zij een groot nageslacht gekregen. Een farao (die Jozef niet had gekend) zag de Hebreeën als een bedreiging en liet hen slavenarbeid verrichten. De farao schrok van hun opstandigheid en vermenigvuldiging (Exodus 1:12) en gebood twee Hebreeuwse vroedvrouwen Sifra en Pua de mannelijke pasgeborenen van zijn slaven te doden. Zij negeerden dit bevel, waarna de farao "heel zijn volk ... bevel [gaf] om alle Hebreeuwse jongens die geboren werden in de Nijl te gooien" (Exodus 1:15-23).

## Noodleugen
In de christelijke ethiek is het verhaal van Sifra en Pua van belang als casus van de noodleugen. De Bijbel keurt deze daad niet expliciet af; er wordt vermeld dat God de vroedvrouwen zegende (Exodus 1:20).